# 善溪冲水库
善溪冲水库是中国湖北省宜昌市枝江市境内的一座水库，位于长江支流善溪冲上，建于1970年。水库正常库容为1380万立方米，集雨面积为23.23平方千米，海拔为113.9米。